# Herb Uelversheim

Herb Uelversheim

Herb Uelversheim jest dzielony w pas. Górną część stanowi w polu heraldycznie srebrnym (biały) górna połowa stojącej postaci świętego Marcina w czarnej zbroi z czerwonym grzebieniem. Święty prawą ręką przecina srebrnym mieczem z jelcem swój czerwony płaszcz. Marcin odwraca się w heraldycznie lewą stronę. Głowę świętego otacza złoty nimb. Pas dolny w kolorze niebieskim stanowi srebrny orzeł z czerwonymi szponami i dziobem z rozpostartymi skrzydłami i głową skierowaną w prawą stronę. 
Postać świętego nawiązuje do patrona miejscowego kościoła. Orzeł pochodzi z herbu hrabiowskiego Leiningen.